# 래리 더 케이블 가이
대니얼 로런스 휘트니(Daniel Lawrence "Larry" Whitney, 1963년 2월 17일 ~ )는 래리 더 케이블 가이(Larry the Cable Guy)라는 이름으로 잘 알려진 미국의 희극인이자 배우이다.

## 출연 작품
- 카 3: 새로운 도전 - 메이터 역